# 塔亚克
塔亚克（法語：Tayac，法語發音：[tajak]）是法国吉伦特省的一个市镇，属于利布尔讷区。该市镇总面积7.22平方公里，2009年时的人口为152人。

## 人口
塔亚克人口变化图示